# Ban Tổ chức Trung ương Đảng Cộng sản Việt Nam khóa 11
Ban Tổ chức Trung ương Đảng Cộng sản Việt Nam khóa 11 nhiệm kì 2011-2016 do Tô Huy Rứa làm trưởng ban.

## Thành viên

### Trưởng ban
- Tô Huy Rứa

### Phó trưởng ban
- Trần Văn Minh (Theo Quyết định số 131 ngày 5/7/2011 của Bộ Chính trị)[1]
- Trần Lưu Hải (Phó Trưởng ban thường trực)[2]
- Nguyễn Tuấn Khanh[3]
- Nguyễn Văn Quynh
- Nguyễn Hoàng Việt